# Sì Referendum
Sì Referendum è stata una lista elettorale che si è presentata in tutte le circoscrizioni alle elezioni politiche del 1992.
Essa propugnava la necessità di cambiare radicalmente la politica italiana attraverso una serie di referendum abrogativi (istituzione del sistema maggioritario, abolizione di una serie di ministeri ritenuti inutili, abrogazione del finanziamento ai partiti...). Tra le personalità che più si erano impegnate in questo senso vi fu il democristiano Mario Segni. Tuttavia dal gruppo di Segni si distaccò Massimo Severo Giannini che riteneva necessaria una presentazione immediata alle elezioni politiche di una lista che portasse avanti i princìpi referendari.
Lo slogan della lista era:
In effetti la lista raccoglieva al suo interno grosse personalità del mondo della cultura che, con l'introduzione della "preferenza unica" alle elezioni del 1992, si presupponeva potessero sbaragliare molti professionisti della politica.
Tra i candidati figuravano: il politologo Ernesto Galli Della Loggia, il critico d'arte Federico Zeri, i filosofi Giacomo Marramao, Marcello Pera, Aldo Gargani, lo storico Massimo Teodori, il costituzionalista Nicola Matteucci. Alla guida era Massimo Severo Giannini.
La lista fu un insuccesso: raccolse 320.061 voti (pari allo 0,81%) alla Camera e 332.318 voti (pari all'1%) al Senato, senza ottenere seggi.
Le battaglie del movimento furono poi portate a compimento l'anno successivo con i referendum abrogativi del 1993.

## Risultati elettorali
| Elezione       | Elezione | Voti    | %    | Seggi |
| -------------- | -------- | ------- | ---- | ----- |
| Politiche 1992 | Camera   | 319.812 | 0,81 | 0     |
| Senato         | 332.318  | 1,00    | 0    |       |